# Kim Chunsu
Dans ce nom coréen, le nom de famille, Kim, précède le nom personnel.
Pour les articles homonymes, voir Kim.
Kim Chun-su (hangeul : 김춘수) est un poète sud-coréen du XXe siècle. Il a remporté de nombreux prix littéraires et a enseigné la littérature coréenne. Ses poèmes ont été traduits en allemand, en espagnol, et en anglais.  

## Biographie
Kim Chun-su est né à Chungmu (aujourd'hui nommée Tongyeong), le 25 novembre 1922. Il a étudié la littérature à l'université Nihon au Japon, de 1940 à 1943, période où il a effectué un séjour en prison pour ses propos contre le gouvernement japonais. Après 7 mois passés en prison, il retourne en Corée et enseigne dans des écoles primaires et des lycées. Il publie ses poèmes pour la première fois en 1946. Il rejoint plus tard le département de littérature de l'université Yeungnam dont il devient le doyen en 1978. En 1981, il devient membre de l'Assemblée nationale en Corée du Sud. Il décède le 29 novembre 2004.

## Œuvre
Il fait ses débuts littéraires avec la publication de son poème La serre (Onsil), et publie la même année son premier recueil de poèmes intitulé Nuages et roses (Gureumgwa jangmi). Après les débuts de sa poésie dans les années 1940, Kim ne cessera de faire évoluer son écriture durant les 4 décennies suivantes. Son travail peut être ainsi divisé en 4 parties. La première partie inclut des poèmes comme Prélude au poème pour une fleur (Kkocheul wihan seosi) qui se concentrent sur le rôle primordial de la langue pour parvenir à rendre pleinement consciente l'existence de chaque objet. La seconde période, qui se situe entre la fin des années 1950 et la fin des années 1960, est jalonnée de poèmes descriptifs et narratifs, centrés sur l'esthétique de l'objet et de l'image. 
Son poème Le chagrin d'amour de Cheoyong (Cheoyong danjang) marque le début de la troisième période, avec un changement radical dans la composition de ses poèmes ; par exemple, plutôt que d'insister sur la description d'éléments concrets, il évoque davantage ce que cachent les images, ce qu'il y a derrière les signifiants. Enfin une quatrième période, entre les années 1970 et les années 1980, est marquée par le travail de réflexion de Kim concernant l'art et la religion, qu'il voit comme deux éléments capable d'apporter la rédemption à l'être humain. 
Il a remporté de nombreux prix littéraires tels que le Prix de l'Association des poètes coréens, la 7e édition du Prix de la littérature libre d'Asie, le Prix de l'Académie des arts, et la Médaille de la Culture du gouvernement sud-coréen.

## Poèmes traduits
Anglais
- 김춘수 시선집 <샤갈의 마을에 내리는 눈> The Snow Falling on Chagall's Village

Espagnol
- 김춘수 시선 Poemas
- 김춘수 시선 Razón de las sinrazones

Allemand
- 김춘수 시선집 <인동초> Blätter des Indong

Français
- 김춘수 시선집 <꽃을 위한 서시> Prélude au poème pour une fleur

Japonais
- 韓国三人詩選 (한국 현대 시선)
- 鏡の中の天使 (거울 속의 천사)